# Lenzburg
|  | Per a altres significats, vegeu «Lenzburg (Illinois)». |

Lenzburg és un municipi del cantó d'Argòvia (Suïssa), cap del districte de Lenzburg.

## Geografia
Lenzburg es troba al petit riu Aabach, a la vora nord del Seetal. Es troba a 30 km a l'oest de Zuric. Lenzburg té una àrea, a partir del 2009, d'11,33 quilòmetres quadrats. D'aquesta àrea, 2,47 km² o el 21,8% s'utilitza amb finalitats agrícoles, mentre que 5,62 km² o el 49,6% són boscos. De la resta del terreny, 3,2 km² o el 28,2% estan poblats (edificis o carreteres), 0,06 km² o el 0,5% són rius o llacs.
De la superfície construïda, les naus industrials representaven el 4,9% de la superfície total, mentre que els habitatges i els edificis representaven el 12,3% i les infraestructures de transport el 7,4%. Les infraestructures elèctriques i hídriques, així com altres àrees urbanitzades especials, representaven l'1,9% de la superfície, mentre que els parcs, cinturons verds i camps esportius representaven l'1,7%. Fora de la terra boscosa, tota la superfície forestal està coberta de boscos pesats. De les terres agrícoles, el 15,2% es destina al cultiu i el 6,0% són pastures. Tota l'aigua del municipi està en rius i rieres.